# Canhestros
Canhestros est une ancienne paroisse civile portugaise (en portugais : freguesia) de la municipalité de Ferreira do Alentejo dans le district de Beja.
La loi no 11-A/2013 du 28 janvier 2013, portant réorganisation administrative du territoire des freguesias, fusionne Canhestros avec la paroisse voisine de Ferreira do Alentejo pour former l'’União das Freguesias de Ferreira do Alentejo e Canhestros (dont le siège est à Ferreira do Alentejo).